# Alticola semicanus
Alticola semicanus es una especie de roedor de la familia Cricetidae.

## Distribución geográfica
Se encuentra solo en Mongolia.